# Rex Stewart
Pour les articles homonymes, voir Stewart.
Rex Stewart (Williams Stewart Jr.) est un cornettiste de jazz américain, né le 22 février 1907 à Philadelphie (Pennsylvanie) et mort le 7 septembre 1967 à Los Angeles (Californie).

## Biographie
Dans sa jeunesse Rex Stewart est très influencé par le style de musiciens comme Louis Armstrong, Bubber Miley, mais aussi Bix Beiderbecke (dont il reprendra le solo sur Singin' the Blues lors de son passage chez Fletcher Henderson).
Il commence sa carrière dans des orchestres de « riverboats (en) » du Potomac. En 1921, il s’installe à New York où il joue dans des orchestres locaux. En 1925, il est engagé par Elmer Snowden, puis, en 1926, par Fletcher Henderson. On le retrouve ensuite chez Horace Henderson, de nouveau chez Fletcher Henderson (1928-1930) et chez les McKinney’s Cotton Pickers (en) (1931). Après quoi, il devient le leader d’un orchestre éphémère avant de passer chez Luis Russell.
Fin 1934, il rejoint le big band de Duke Ellington en remplacement de Freddie Jenkins (en). Il y restera près de onze ans ; son jeu feutré tout en demi-teintes devient un élément essentiel de la couleur orchestrale. Il invente notamment le glissando technique, obtenu en enfonçant lentement les pistons à mi-course, ce qui confère une sonorité particulière à son jeu. Rex Stewart est le coauteur de quelques titres pour l’orchestre, comme les fameux Boy Meets Horn en 1938 (qui est l'un des « concertos ellingtoniens » où l'orchestre accompagne les meilleurs solistes) ou Morning Glory en 1940. Après un bref passage dans l'orchestre de Benny Carter, il est retour chez Duke jusqu'en décembre 1945.
Après son départ de l'orchestre d'Ellington, il dirige ses propres formations , se produit en Europe et en Australie, et participe à des tournées dans le cadre du J.A.T.P. (1947-1951). En 1948, on le retrouve en France où non seulement il donne des conférences au Conservatoire national de musique à Paris, mais se produit aussi avec sa petite formation. Il en profite pour graver des faces avec des musiciens français (Django Reinhardt, Hubert Rostaing). En 1949, il apparaît dans le film Rendez-vous de juillet de Jacques Becker dans son propre rôle de Jazzman.
Rex Stewart s’installe au début des années 1950 dans le New Jersey où il se met dans une sorte de semi-retraite et s’occupe d’une ferme pour devenir disc-jockey à la station WROW à Albany puis écrit des articles dans quelques journaux musicaux, entre autres Downbeat, Jazz Journal (en) et Melody Maker. Il réapparaît quelque temps plus tard, dirigeant un orchestre à Boston, puis de 1957 à 1958 le « Fletcher Henderson Reunion Band » (1957-1958). Le cornettiste joue dans le club d’Eddie Condon de 1958 à 1959. Il s’installe alors en Californie où il exerce comme  journaliste et critique de jazz. Il se produit une dernière fois en Europe en 1966 avant de s'éteindre en 1967.

## Discographie
- Rex Stewart  1934-46 the chronological Classics 931
- Rex Stewart (dans l'orchestre de Duke Ellington) vol.14 au vol.34 1935-1945 the chronological Classics
- Rex Stewart 1946-47 the chronological Classics 1016